# Titularbistum Afufenia
Afufenia ist ein Titularbistum der römisch-katholischen Kirche. 
Es geht zurück auf einen früheren Bischofssitz in der gleichnamigen antiken Stadt, die sich in der römischen Provinz Byzacena befand.
| Titularbischöfe von Afufenia |                                |                                                   |                   |                   |
| Nr.                          | Name                           | Amt                                               | von               | bis               |
| 1                            | Jacob Mangers SM               | emeritierter Bischof von Oslo (Norwegen)          | 25. November 1964 | 7. Januar 1972    |
| 2                            | Paolo Vieri Andreotti OP       | Weihbischof in Lyallpur (Pakistan)                | 6. Mai 1972       | 8. September 1976 |
| 3                            | Víctor Manuel López Forero     | Weihbischof in Bogotá (Kolumbien)                 | 6. Mai 1977       | 6. Dezember 1980  |
| 4                            | Francis Schulte                | Weihbischof in Philadelphia (USA)                 | 27. Juni 1981     | 4. Juni 1985      |
| 5                            | Alfred John Markiewicz         | Weihbischof in Rockville Centre (USA)             | 1. Juli 1986      | 22. November 1994 |
| 6                            | Frederick Joseph Colli         | Weihbischof in Ottawa (Kanada)                    | 19. Dezember 1994 | 2. Februar 1999   |
| 7                            | Frederick Francis Campbell     | Weihbischof in Saint Paul and Minneapolis (USA)   | 2. März 1999      | 14. Oktober 2004  |
| 8                            | Paul Joseph Bradley            | Weihbischof in Pittsburgh (USA)                   | 16. Dezember 2004 | 6. April 2009     |
| 9                            | Lawrence Subrata Howlader CSC  | Weihbischof in Chittagong (Bangladesch)           | 7. Mai 2009       | 29. Dezember 2015 |
| 10                           | Raúl Alfonso Carrillo Martínez | Apostolischer Vikar von Puerto Gaitán (Kolumbien) | 8. April 2016     |                   |